# 11003 Andronov
A 11003 Andronov (ideiglenes jelöléssel 1979 TT2) a Naprendszer kisbolygóövében található aszteroida. Nyikolaj Sztyepanovics Csernih fedezte fel 1979. október 14-én.